# Taras nad morzem w Saint Adresse
Taras nad morzem w Saint Adresse lub Ogród w Saint-Adresse (fr. Terrasse à Sainte-Adresse, Jardin à Sainte-Adresse) – obraz olejny Claude’a Moneta, namalowany w 1867 roku.
Monet namalował ten obraz w wieku 26 lat, w czasie, gdy z grupą swoich przyjaciół z Paryża próbował znaleźć nowe drogi na opisanie rzeczywistości.
Artysta, z powodu biedy, musiał opuścić Paryż. Pojechał do swojej ciotki do Sainte-Adresse, miejscowości niedaleko Hawru. Ogród na obrazie był własnością właśnie ciotki Moneta, która na płótnie ukazana jest jako siedząca kobieta z białą parasolką. Obok niej odpoczywa ojciec artysty. Dalej stoi kuzynka ze swoim przyjacielem.
Dwanaście lat po jego wykonaniu Monet wystawił obraz na czwartej wystawie impresjonistów w 1879 roku.